# Speedway
El Motorcycle speedway, normalment conegut com a Speedway (Via ràpida o Pista de curses en anglès), és una disciplina esportiva motociclista en la qual quatre i, de vegades, fins a sis pilots competeixen en curses de quatre voltes a un circuit oval, en sentit contrari al de les busques del rellotge.
Les motocicletes de Speedway no tenen canvi de marxes ni frens. Les curses es corren en una pista oval plana, generalment de terra o de pissarra poc compacta. Els competidors hi fan lliscar les seves màquines de costat, amb derrapatges controlats en els revolts. A les rectes les motocicletes assoleixen velocitats de fins a 110 km/h (70 mph).
Originat els anys 20 a Maitland, Nova Gal·les del Sud, Austràlia, actualment se'n fan competicions nacionals i internacionals a diversos països, entre ells la Copa del Món de Speedway, que proclama el campió del món de l'especialitat a partir de la puntuació total obtinguda en el conjunt dels Grans Premis de Speedway de la temporada. L'Speedway és molt popular al centre i nord d'Europa i en menor mesura a Austràlia i Amèrica del Nord. És regulat internacionalment per la FIM (Fédération Internationale de Motocyclisme) com a variant de les curses de pista (Track Racing). Les competicions estatals d'aquest esport estan regulades per les federacions de cada estat afiliades a la FIM.

## Història

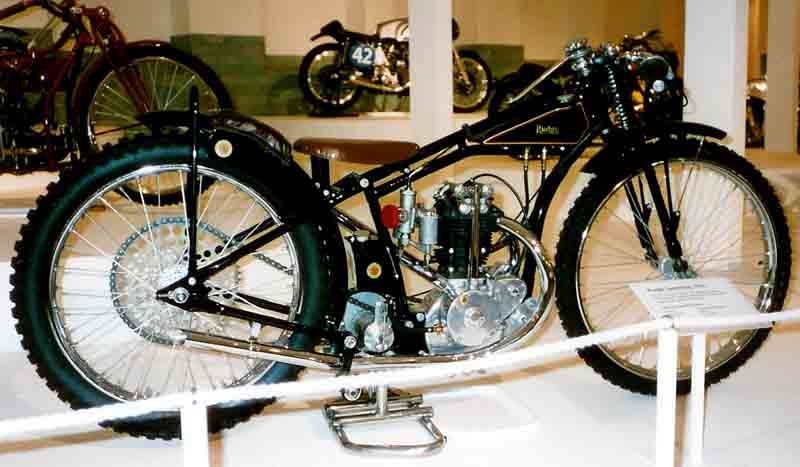
Una de Speedway de 1931

La primera competició (o "reunió", meeting en anglès) de Speedway va tenir lloc el 15 de desembre de 1923 al recinte firal de Maitland (Lower Hunter Valley, Nova Gal·les del Sud, Austràlia), segons que va informar-ne el diari Maitland Mercury. Sembla ser, però, que hi hagué proves anteriors a Austràlia mateix, i als EUA s'hi havien corregut curses similars en petites pistes de terra des d'abans de la Primera Guerra Mundial. En aquestes curses hi destacà el pilot Don Johns ja abans de 1914 per la seva conducció, consistent a agafar tot el revolt en derrapatge controlat i aixecant així gran quantitat de terra i pols. El seu estil als revolts va ser seguit per pilots com ara Albert "Shrimp" Burns, Maldwyn Jones o Eddie Brinck molt abans de 1923.

### Arribada al Regne Unit
La primera reunió al Regne Unit va tenir lloc a High Beech el 19 de febrer de 1928. Hi ha, però, qui afirma que ja se n'havien celebrat algunes curses el 1927 a Camberley, Surrey i Droylsden, a Lancashire. Tot i ser descrit com "The first British Dirt Track meeting" aleshores, la reunió de Camberley del 7 de maig de 1927 diferia de l'Speedway actual en què les curses es van córrer en el sentit horari. Les curses a Droylsden es van celebrar en sentit contrari al de les busques del rellotge però és generalment acceptat que l'esport va arribar al Regne Unit quan els australians Billy Galloway i Keith McKay van arribar-hi amb la intenció d'introduir l'Speedway a l'Hemisferi nord. Tots dos apareixen a la reunió de 1928 a High Beech.
La primera reunió al Regne Unit on es van presentar motocicletes sense frens i en pista de terra solta amb revolts amplis i rodons va ser la tercera que s'hi va celebrar, el 9 d'abril de 1928 a High Beech, on Colin Watson, Alf Medcalf i "Digger" Pugh varen demostrar-ne la tècnica per primera vegada.
Un primitiu Speedway es va celebrar a l'Estadi Olímpic de Glasgow (Glasgow Nelson) el 9 d'abril de 1928 i la primera reunió plenament professional fou al Celtic Park el 28 d'abril de 1928. Al País de Gal·les la primera reunió va ser a Cardiff el 1928.

### Primers campionats
A finals dels anys 20 l'australià Colin Stewart, de Colac, Victòria, va guanyar la prestigiosa Silver Gauntlet. També va aconseguir èxit internacional competint amb el Southampton el 1929, i va ser capità del Glasgow a la Northern League el 1930 abans de traslladar-se a Wembley el 1931, per al qual va córrer en només quatre curses, aconseguint una mitjana de 4,00 punts per cursa. També va competir en el Campionat escocès de 1930, que va ser guanyat per Harry Whitfield, del Wembley.
El precursor del Campionat del Món, el Star Riders' Championship, es va inaugurar al Regne Unit el 1929, però va ser dividit en dues seccions, ja que es va considerar que els pilots britànics no estaven encara a l'altura dels australians i nord-americans. Frank Arthur va guanyar la secció d'ultramar (Overseas) i Roger Frogley la britànica (British). A l'any següent, les dues seccions es van fusionar i Vic Huxley en va resultar el guanyador. Huxley també va ser subcampió en tres ocasions i va guanyar el primer campionat British Match Race el 1931.

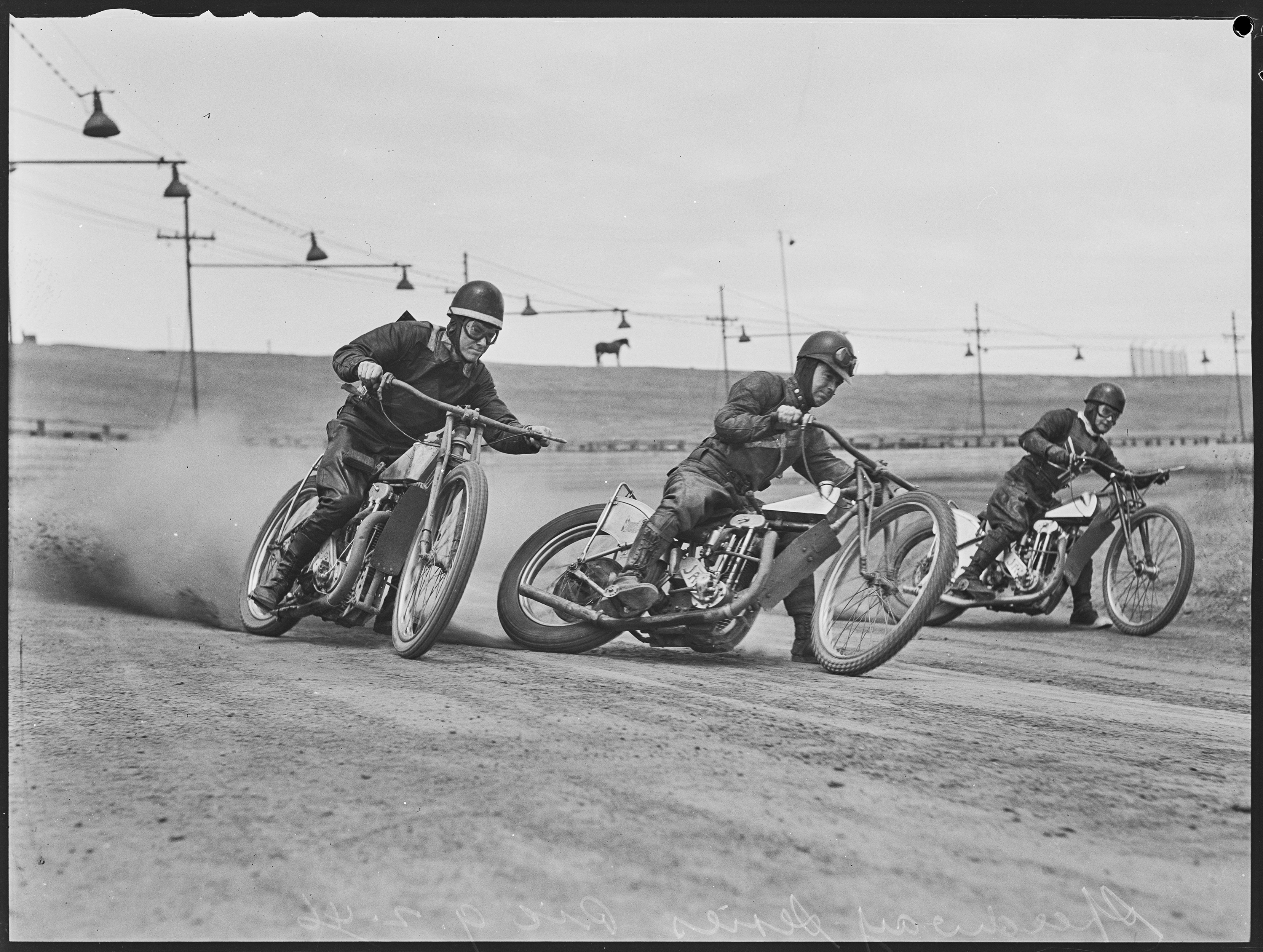
Una cursa a Sidney el 1946
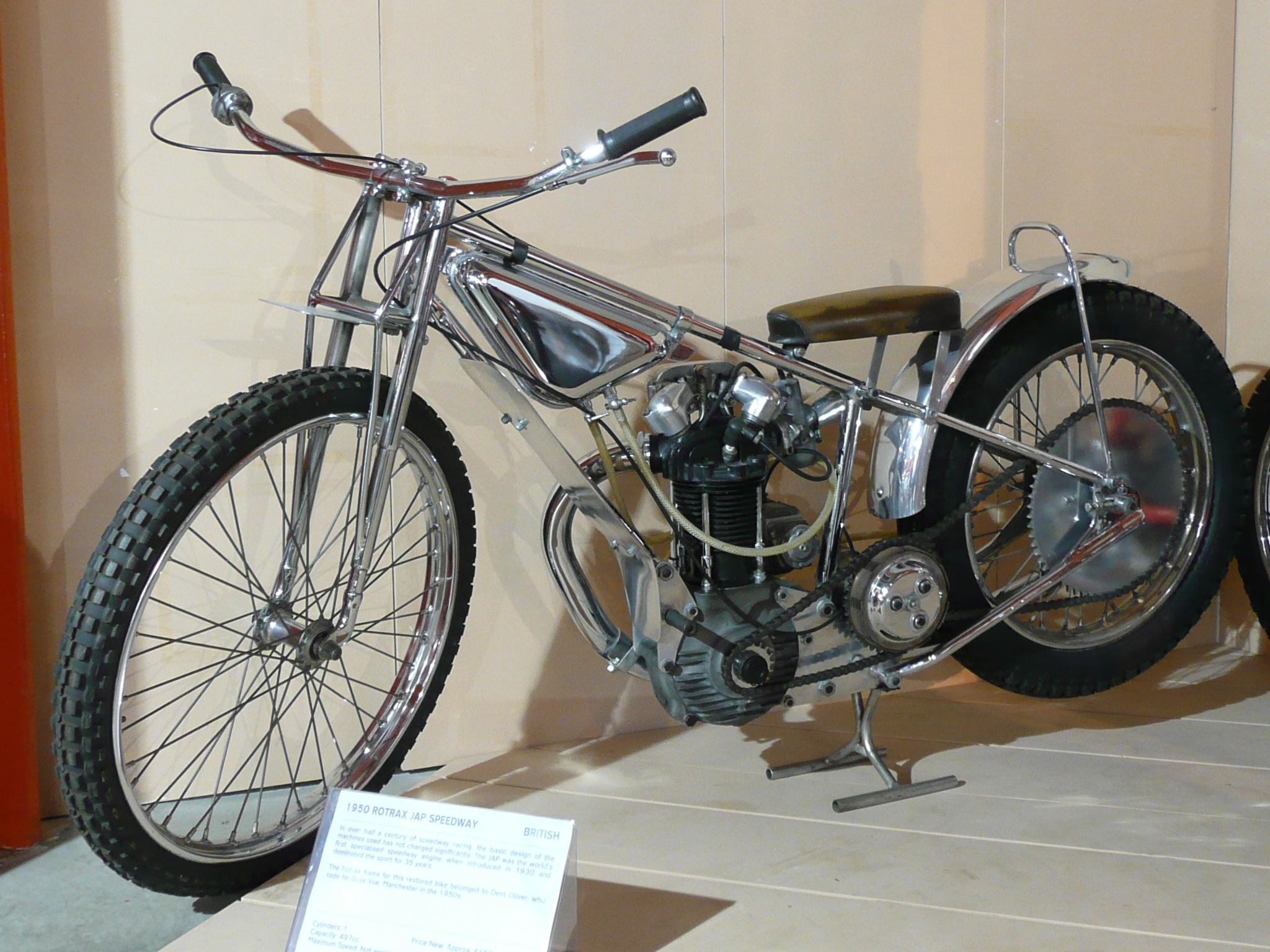
Una Rotrax JAP de 1950
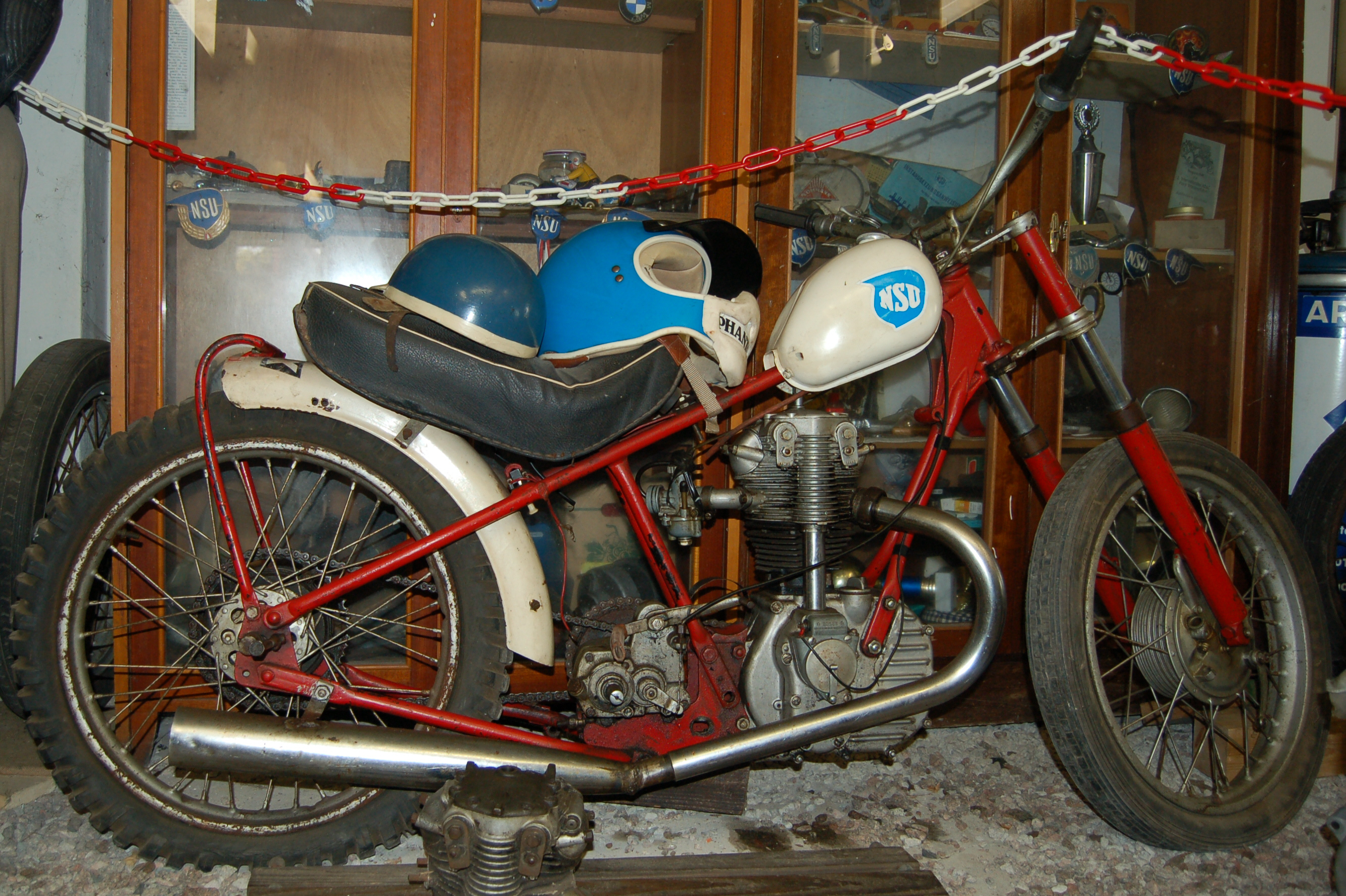
Una antiga NSU alemanya
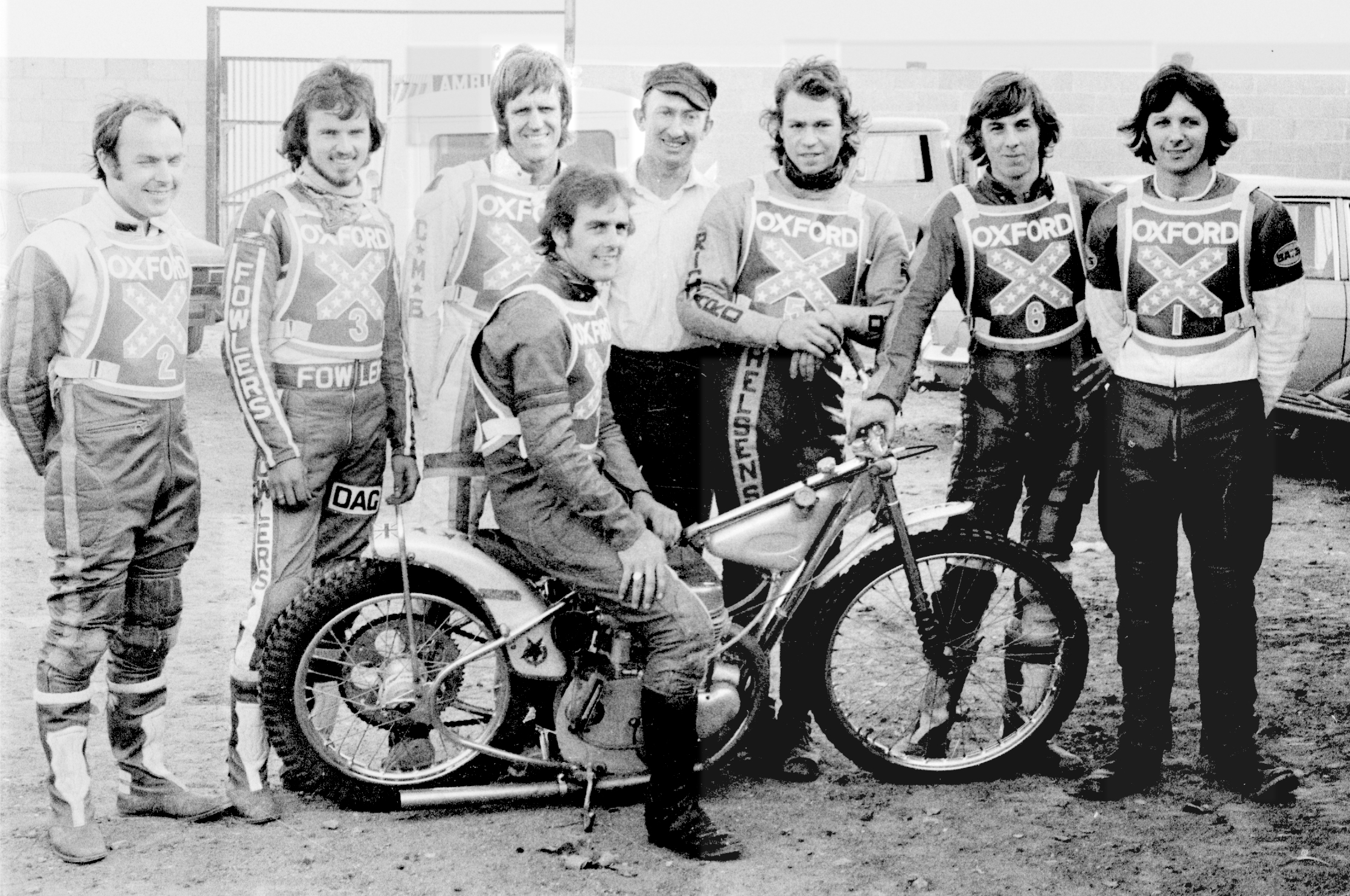
L'equip Rebels d'Oxford el 1975
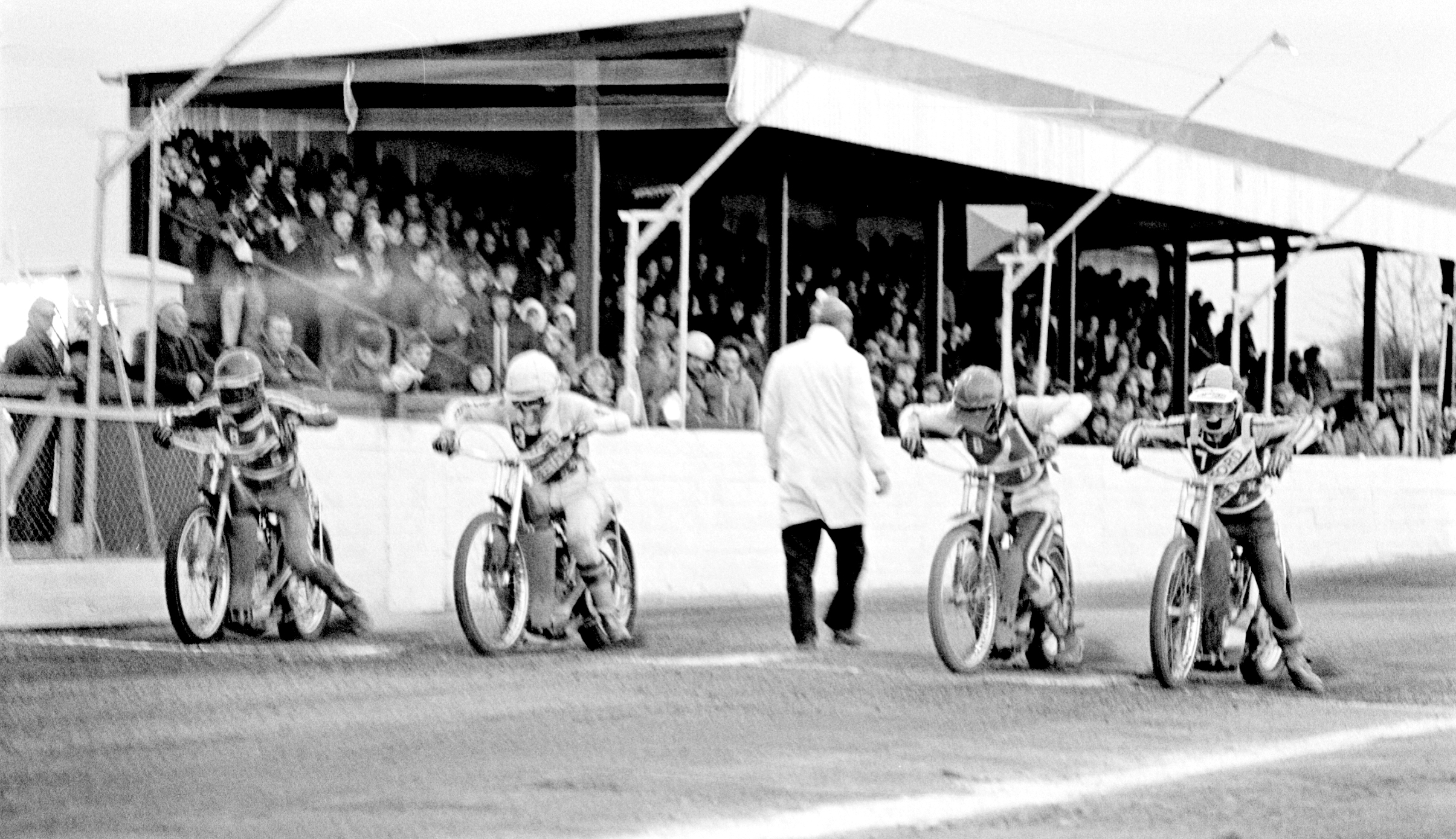
Sortida d'una cursa el 1976

### L'Speedway a Catalunya i Mallorca
L'agost de 1929 es disputà la primera cursa de Speedway a Catalunya, concretament a l'Estadi de Montjuïc de Barcelona, amb la participació de 10 pilots britànics, destacant entre ells Douglas, Sinclair i Preston. El dia 1 de setembre de 1929 hi començaren a córrer pilots catalans com ara Nogueras i Carme Viñals.
L'Speedway gaudí de popularitat a Catalunya durant uns quants anys, fins que amb la Guerra civil espanyola es va deixar de practicar i va caure en l'oblit. Unes dècades més tard, cap al 1972, dos emprenedors (el pilot anglès Reg Luckhurst i el promotor australià Ian Hoskins) intentaren introduir aquesta modalitat a Mallorca i, amb aquesta finalitat, varen produir una petita sèrie de motocicletes equipades amb motor Bultaco. Tot i que arribaren a organitzar algunes curses a l'Hipòdrom de Son Pardo, a Palma, la manca de tradició d'aquesta modalitat a l'illa posà fi a la iniciativa ben aviat.

## La pista

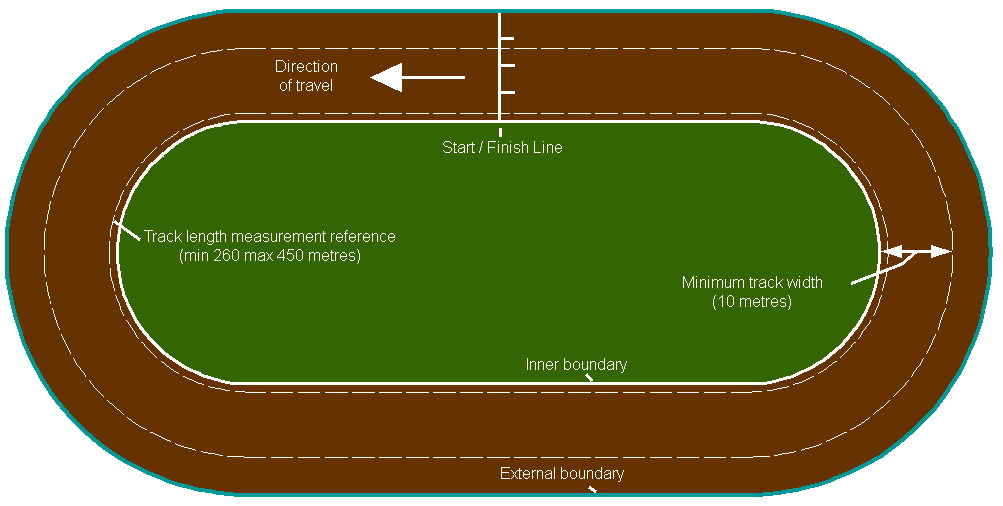
Una pista típica de Speedway

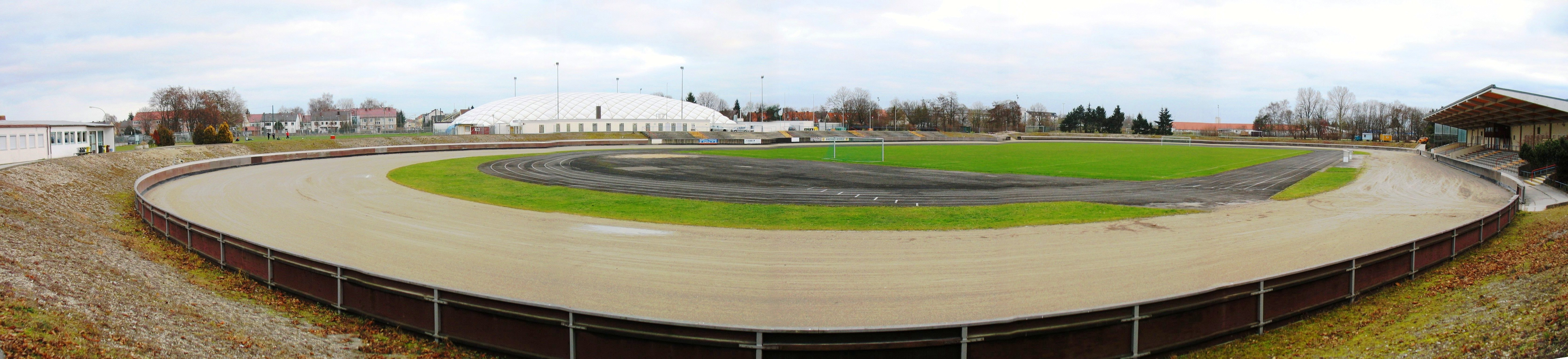
L'estadi de Haunstetten a Augsburg, Alemanya

Les competicions professionals de Speedway estan regulades per la FIM que estableix les normes relatives a la construcció, mida i requisits de seguretat de la pista. Les curses de Speedway tenen lloc en una pista plana de forma oval formada per dues rectes unides per dos semicercles. La pista ha de fer entre 260 i 450 metres (entre 850 i 1.500 peus) de longitud, i aquesta es mesura a una distància d'un metre (3,3 peus) des de la part interior.
Aproximadament a mig camí d'una de les rectes s'hi marca una línia de sortida tota a través de color blanc. La zona de sortida també està dividida en quatre parts iguals (conegudes com a portes) marcades amb línies blanques perpendiculars a la línia de sortida i que fan com a mínim 1 metre (3,3 peus). Les portes de sortida consten d'un mecanisme amb molles que aixequen dues o tres vetes de cinta per tal d'iniciar la cursa.
Hi ha normes addicionals que regulen la col·locació de sistemes d'alerta, com ara llums, i la construcció del mecanisme de sortida. L'ample de via mínim és de 10 metres (33 peus) en les rectes i els revolts han de fer de com a mínim 14 metres (46 peus) d'amplada. L'amplada mínima ha de garantir a cada pilot un espai adient per córrer amb seguretat per la pista.
Les normes de la FIM estableixen que una pista de Speedway ha de disposar d'un garatge o zona de boxes per a les motocicletes, així com serveis mèdics i de premsa. Els límits de les pistes estan marcats per línies blanques o barreres a l'interior i fora de la pista, i qualsevol corredor que creuï el límit amb les dues rodes serà desqualificat a menys que només ho faci per seguretat o hi sigui obligat per un altre competidor.
La pista es compon de quatre capes. L'ús d'asfalt o formigó per a qualsevol capa està prohibit. La capa superior (la superfície) ha de ser de pissarra, granit, maó o grànuls de material solt, i cap partícula no pot mesurar més de 7 mm (0,28 polzades). Aquesta capa superior ha de ser arranjada i anivellada a intervals durant una reunió per tractors amb remolcs-rasclet especialment adaptats per a redistribuir uniformement la superfície. Les pistes es reguen abans i, si cal, durant les reunions per evitar que la superfície s'assequi massa i per protegir el públic i els corredors de la pols.
Els competidors fan servir la superfície de la pista per fer lliscar les seves motos de costat (powersliding o broadsiding en anglès) als revolts amb la roda del darrere per tal de negociar el viratge sense desaprofitar la potència del motor durant tot el llarg revolt. L'habilitat de l'Speedway rau en la capacitat del pilot per controlar la seva moto en els viratges i així evitar la pèrdua de llocs a causa de la desacceleració.
Els requisits de seguretat inclouen l'ús de tanques de filferro de suspensió, tanques d'aire i tanques de fusta. Les tanques d'aire consten de panells inflats instal·lats als revolts. La tanca està dissenyada per a dissipar l'energia, permetent una zona de compressió que transfereix l'aire a la resta de la tanca través de vàlvules d'escapament o ports de restricció connectats a les altres seccions. Són de compliment obligatori per a les pistes a la British Elite League, a la Ekstraliga polonesa, els Grand Prix de Speedway i la Copa del Món de Speedway. Zones neutres fora de la pista minimitzen el risc potencial de dany als espectadors si un pilot corre fora de les zones segures.
La majoria de les pistes emprades es dediquen al Speedway o a altres esports com ara curses de Sidecar Speedway o Banger racing (automobilístiques). Per a esdeveniments més grans, la FIM de tant en tant aprova la utilització d'estadis que instal·len pistes temporals, com el Gran Premi del Regne Unit que se celebra al Millennium Stadium de Cardiff.

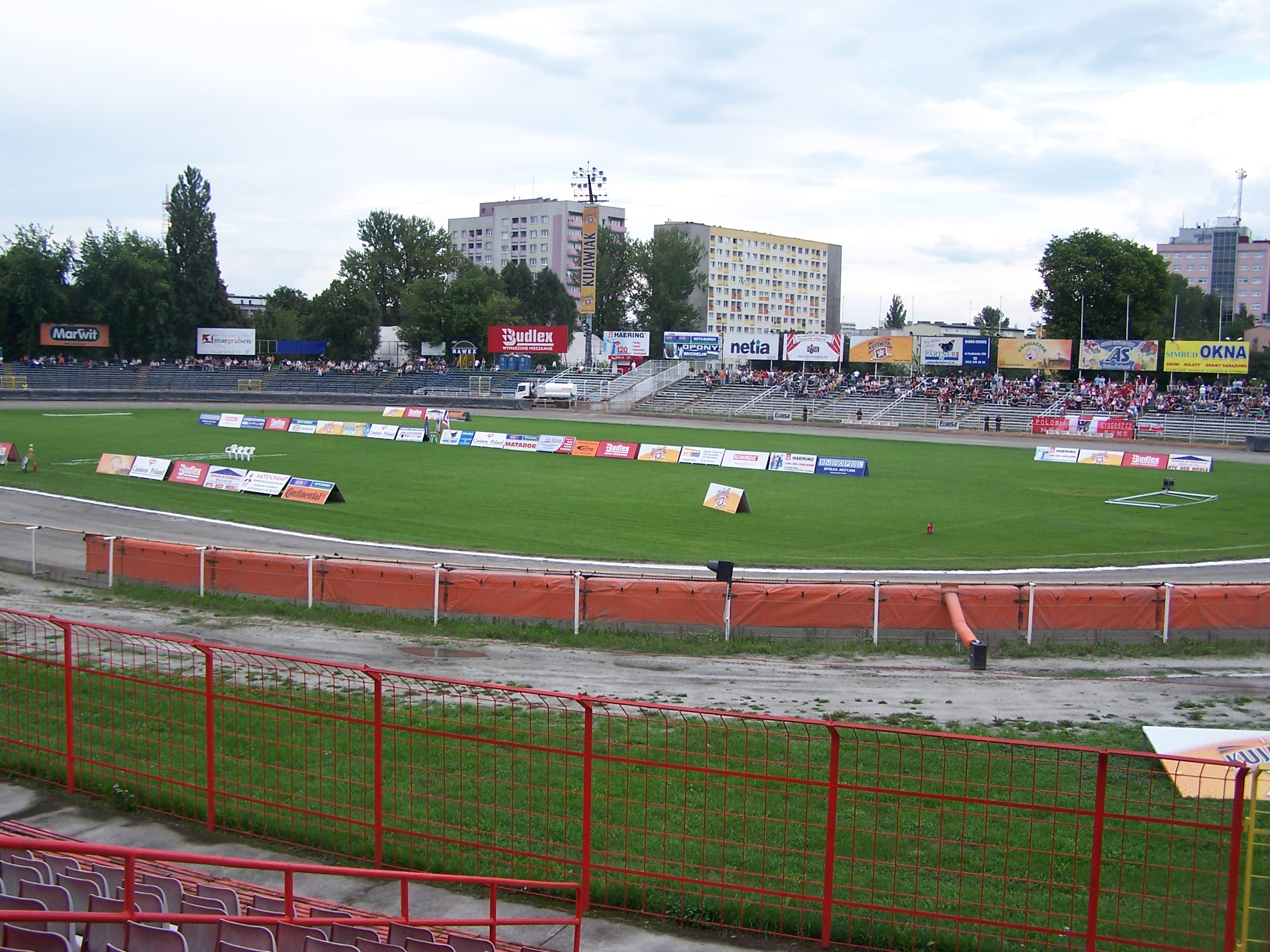
Estadi polonès amb barrera d'aire
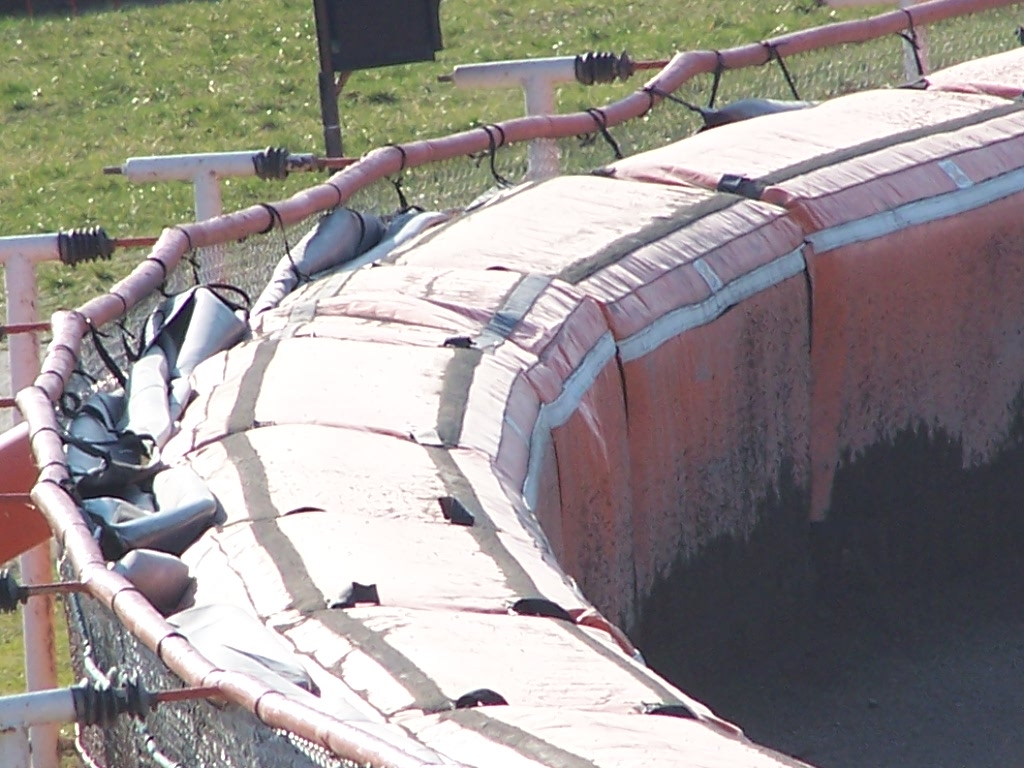
Vista de la barrera d'aire
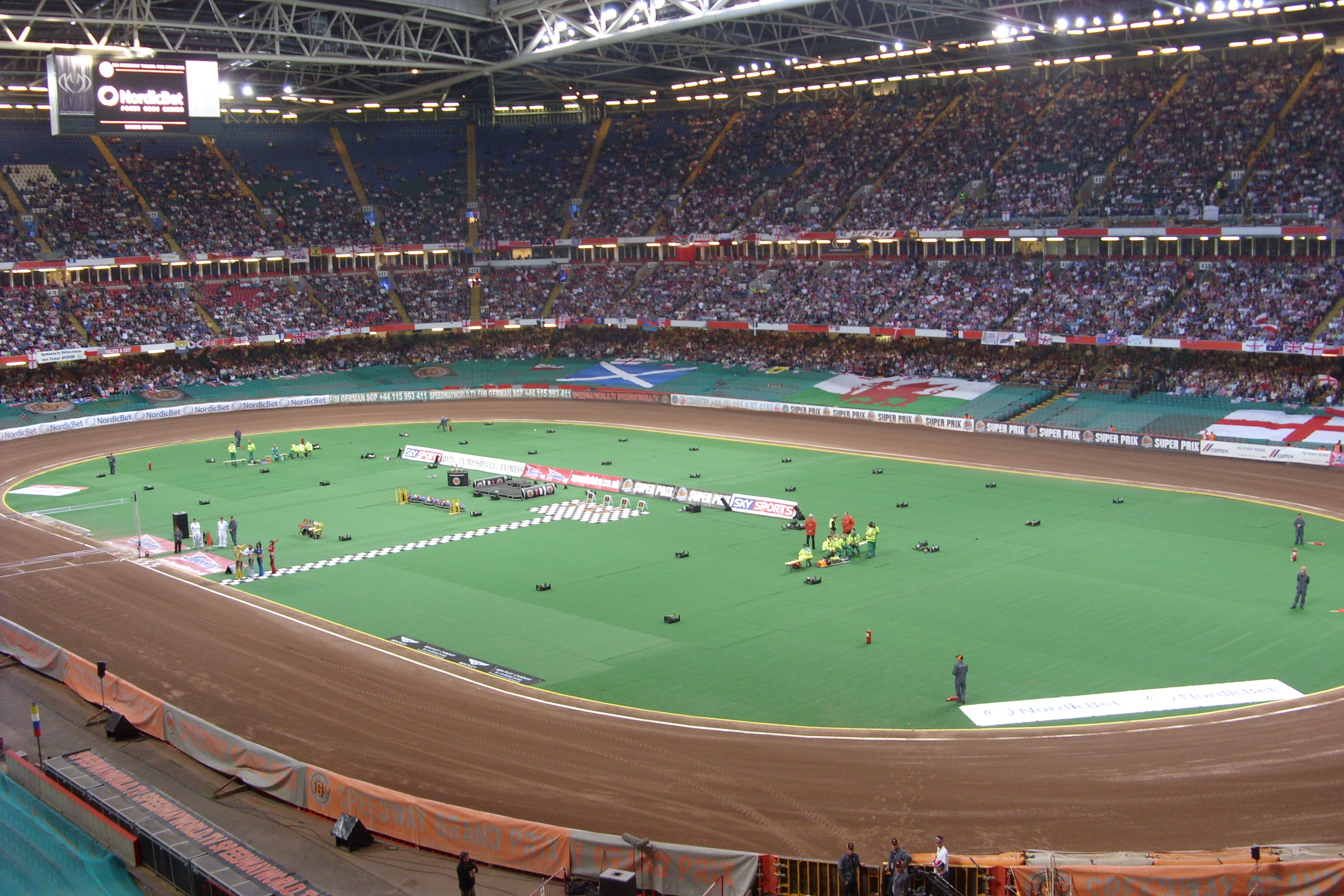
El Millenium Stadium de Cardiff
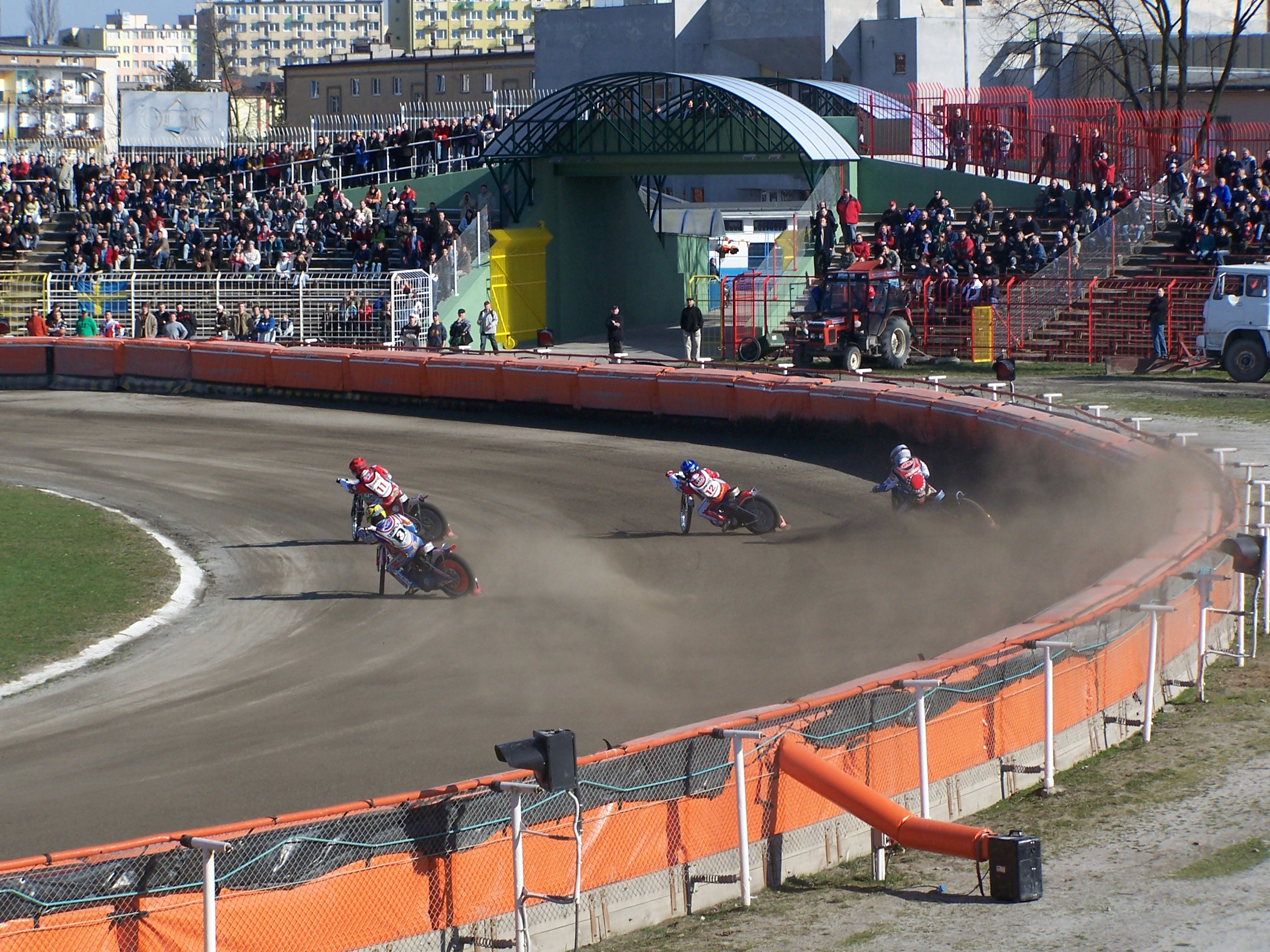
Vista d'un revolt des del darrere

### Velocitat

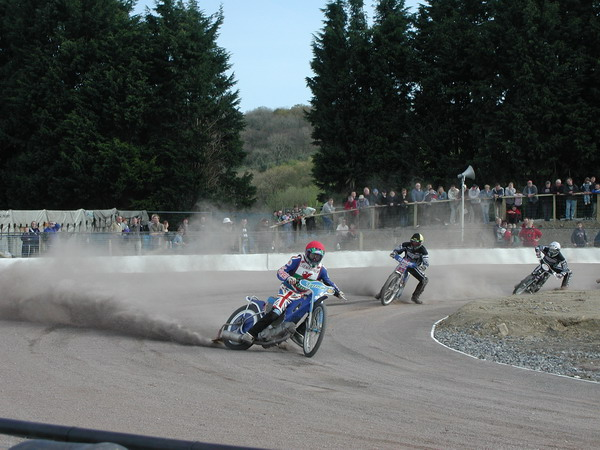
Cursa al País de Gal·les el 2002

Cada pista fa entre 260 i 400 metres de llarg i cal aproximadament un minut per a completar quatre voltes. Per exemple, Leigh Adams va establir un rècord de 59 segons en 342 metres (1.120 peus) de pista, cosa que dona una velocitat mitjana de 83 km/h (49 mph). La velocitat en trams rectes de la pista arriba a 110 km/h (70 mph) i més en algunes pistes, però la minva de velocitat als revolts abaixa la mitjana.
Al començament d'una cursa calen entre un i dos segons perquè la moto arribi a la "corba de velocitat" (una mica inferior a la mitjana), cosa que fa estimar entre 2,5 i 3 segons per arribar als 100 quilòmetres per hora (62 mph).
La sortida és un aspecte fonamental de la cursa, per tant una "sincronització" correcta pot ajudar el pilot a guanyar un avantatge inicial sobre els contrincants. També durant la cursa es poden aconseguir avantatges de velocitat: Els pilots disposats a prendre risc que opten per cercar les zones de major adherència de la pista, en comptes del traçat lògic, de vegades obtenen una mica de velocitat extra que els permet avançar els altres pilots per l'exterior o l'interior.

## Les motocicletes
L'Speedway empra un únic tipus de motocicleta, que es regeix pel reglament tècnic de Speedway de la FIM. Antigament s'hi feien servir motocicletes amb motor en posició vertical (col·locat així al xassís), però avui dia la majoria dels corredors professionals fan servir les de motor horitzontal, ja que es diu que són més fàcils de pilotar. Les motocicletes de Speedway no tenen frens, i l'embragatge s'utilitza com un mecanisme d'alliberament a l'inici de les curses.
Els reglaments de la FIM estableixen que les motocicletes no han de tenir frens, han de funcionar amb metanol pur, el motor ha de tenir només una marxa i han de tenir un pes mínim de 77 quilograms (170 lliures). Mitjançant l'ús de pinyons i engranatges al motor i la roda del darrere la relació de transmissió es pot ajustar segons sigui necessari per a cada pista. L'ús de metanol permet una major relació de compressió del motor, produint més energia que altres combustibles i derivats a velocitats altes (aproximadament 130 quilòmetres per hora als revolts).
Les motos utilitzades han de complir aquestes especificacions:
- Pesar un mínim de 77 kg (amb el dipòsit buit)
- Motor de quatre temps amb una cilindrada màxima de 500 cc, monocilíndric amb un carburador i una bugia
- Alimentades per metanol, sense additius
- Silenciador aprovat
- Amplada de manillar superior a 650 mm i inferior a 850 mm
- Proteccions a les peces mòbils del motor quan sigui recomanable
- Utilitzar plàstic irrompible quan sigui recomanable
- Protector de cadena addicional, per evitar que la cadena pugui tallar els dits o una mà per accident
- Clavilla especial, per evitar que una cadena trencada pugui ferir el pilot o un altre competidor
- Deflector de terra

Les motos utilitzades no poden:
- Tenir cap mena de peça de Titani
- Tenir cap mena de fre
- Tenir parts ceràmiques sense recobriment
- Emprar telemetria durant la cursa, excepte per a cronometratges
- Emprar components electrònics per controlar el motor
- Emprar sobrealimentació per turbocompressor o de cap mena

A més a més, totes les motocicletes han de tenir instal·lat un dispositiu de seguretat de desconnexió elèctric, definit com un interruptor que ha de tallar el circuit de l'alimentació elèctrica per la simple acció d'estirar un cordó o una cadena no elàstica (amb una longitud màxima de 30 centímetres (12 polzades)) connectat al canell dret del pilot. Abans d'anar equipades amb aquest dispositiu, en una situació d'emergència s'acostumava a aturar la moto desendollant la bugia de la seva presa o bé apagant el subministrament de combustible.
L'alt índex de compressió del motor també pot ajudar a frenar la moto, ja que si l'accelerador està tancat el motor es pot aturar. Els pilots poden aturar la motocicleta deixant-la caure de costat a la pista per tal d'evitar atropellar un pilot caigut.

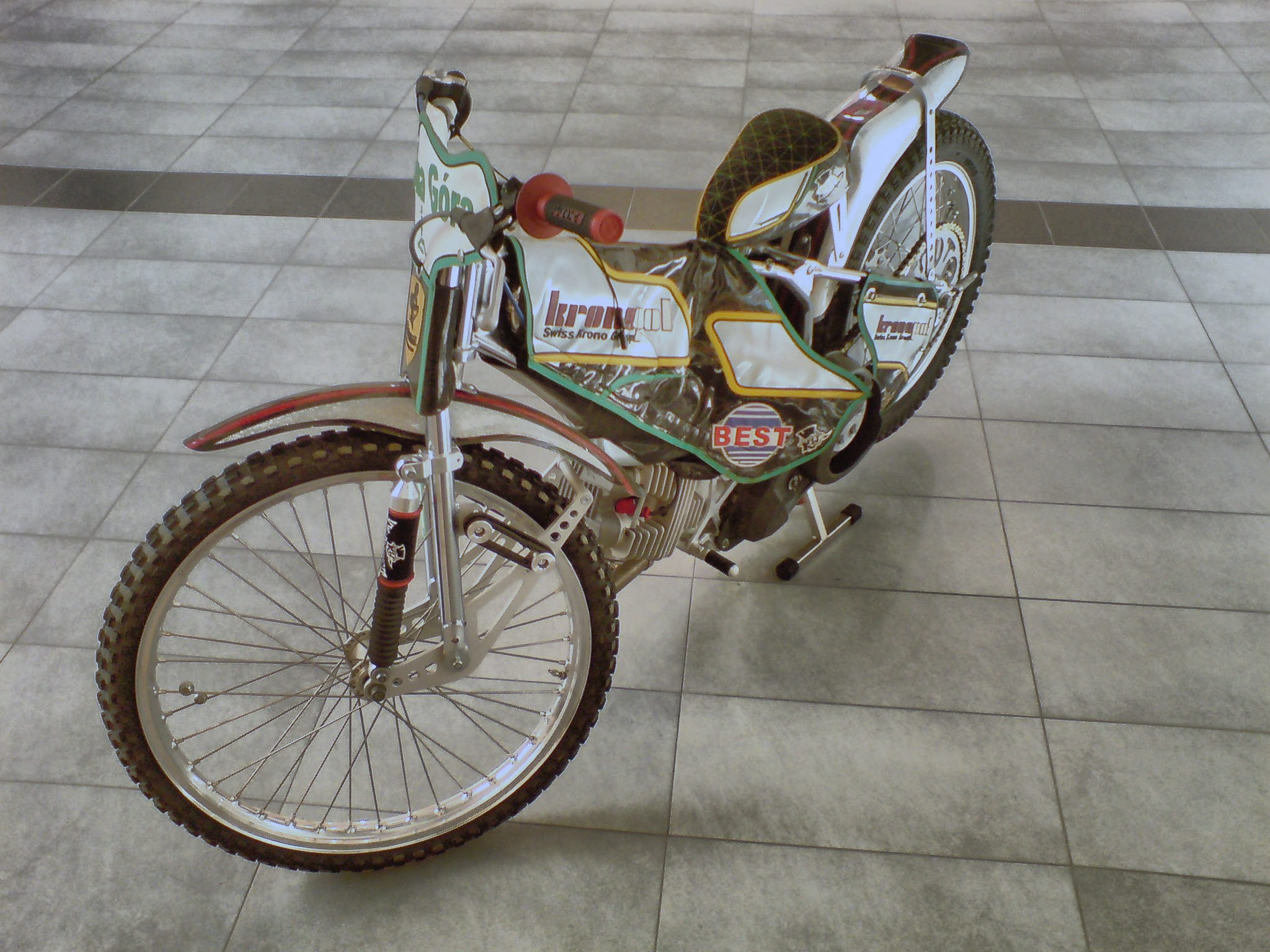
Motocicleta de Speedway
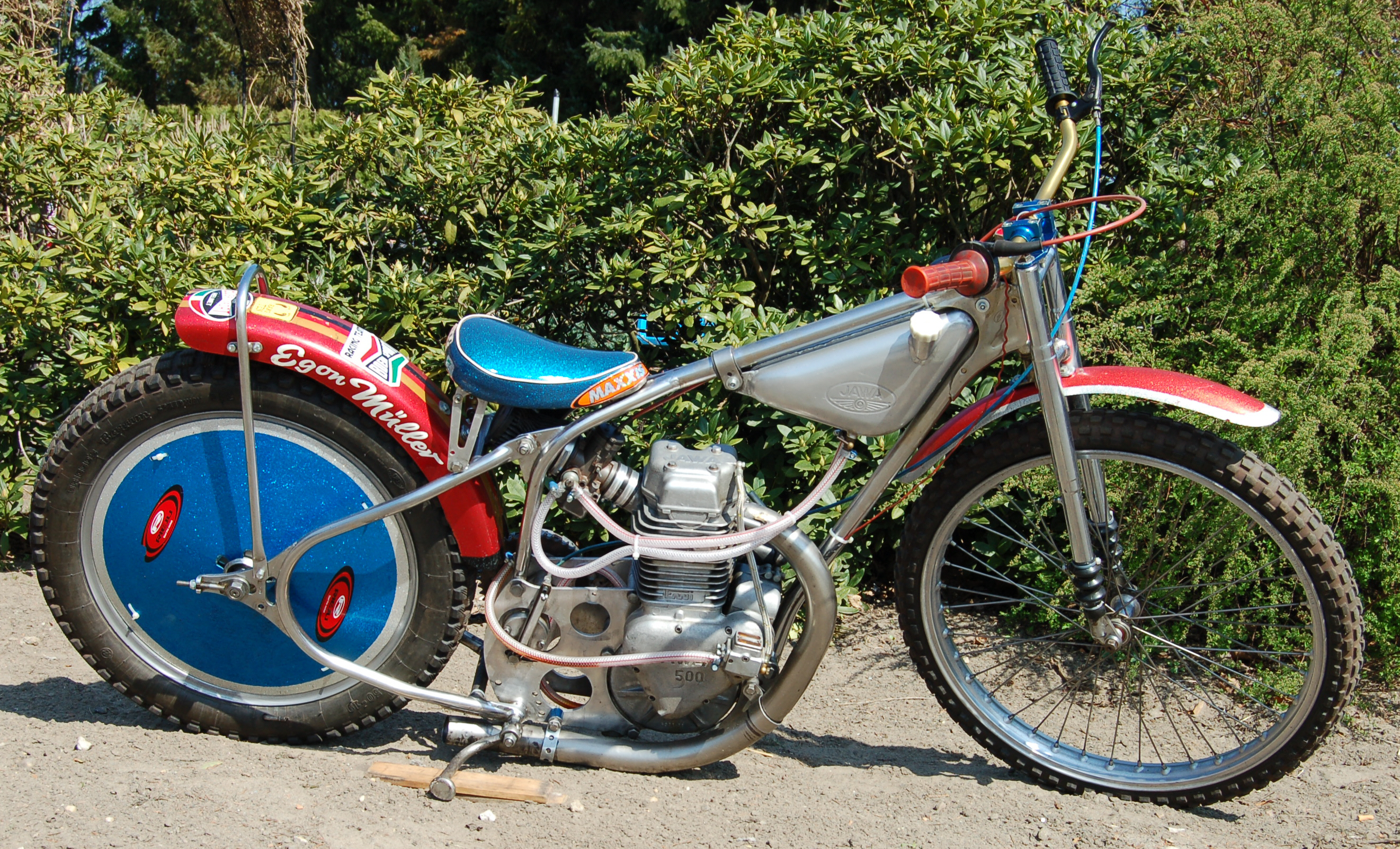
Una Jawa de 500 cc
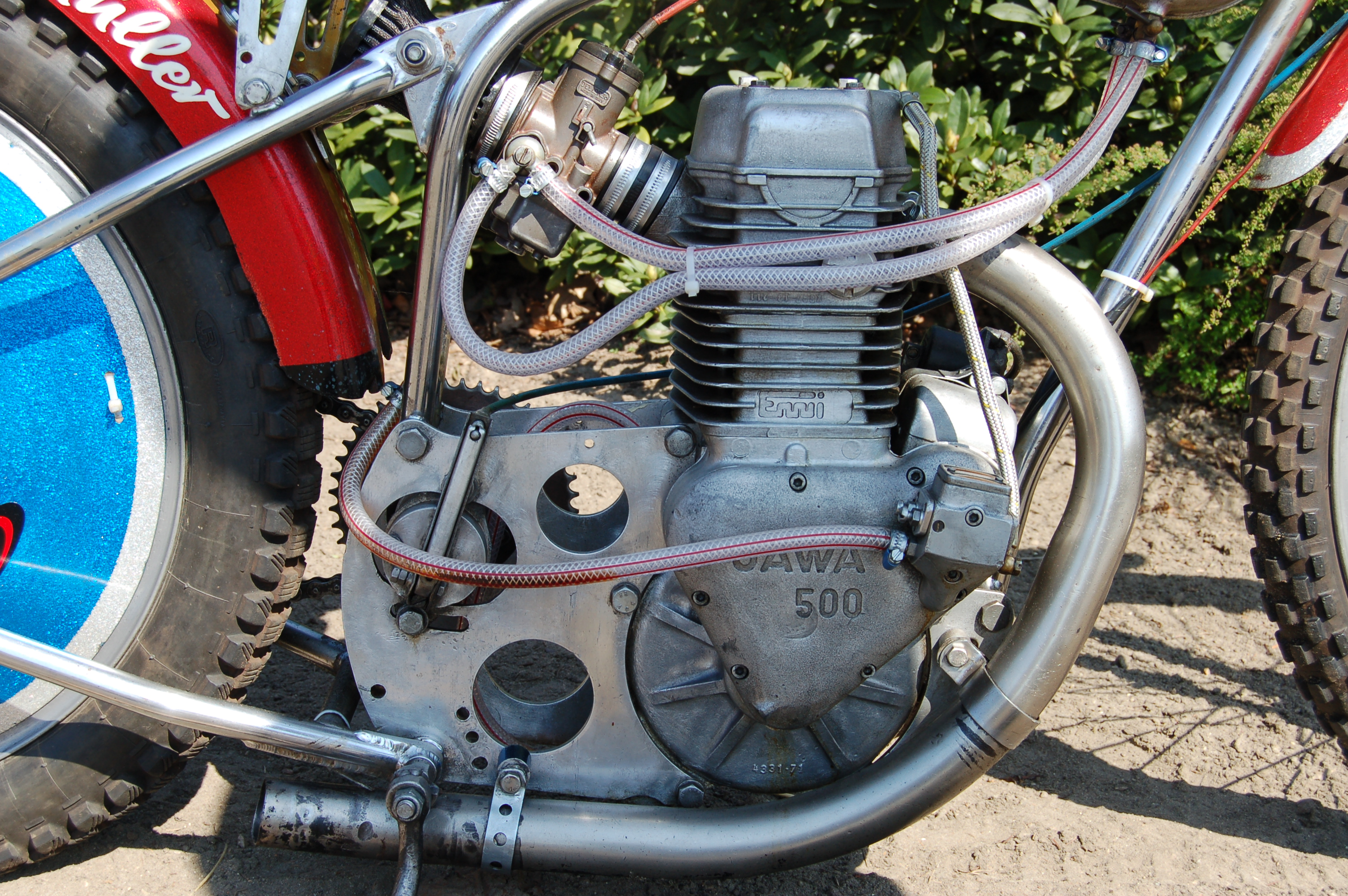
Motor d'una Jawa de 500 cc
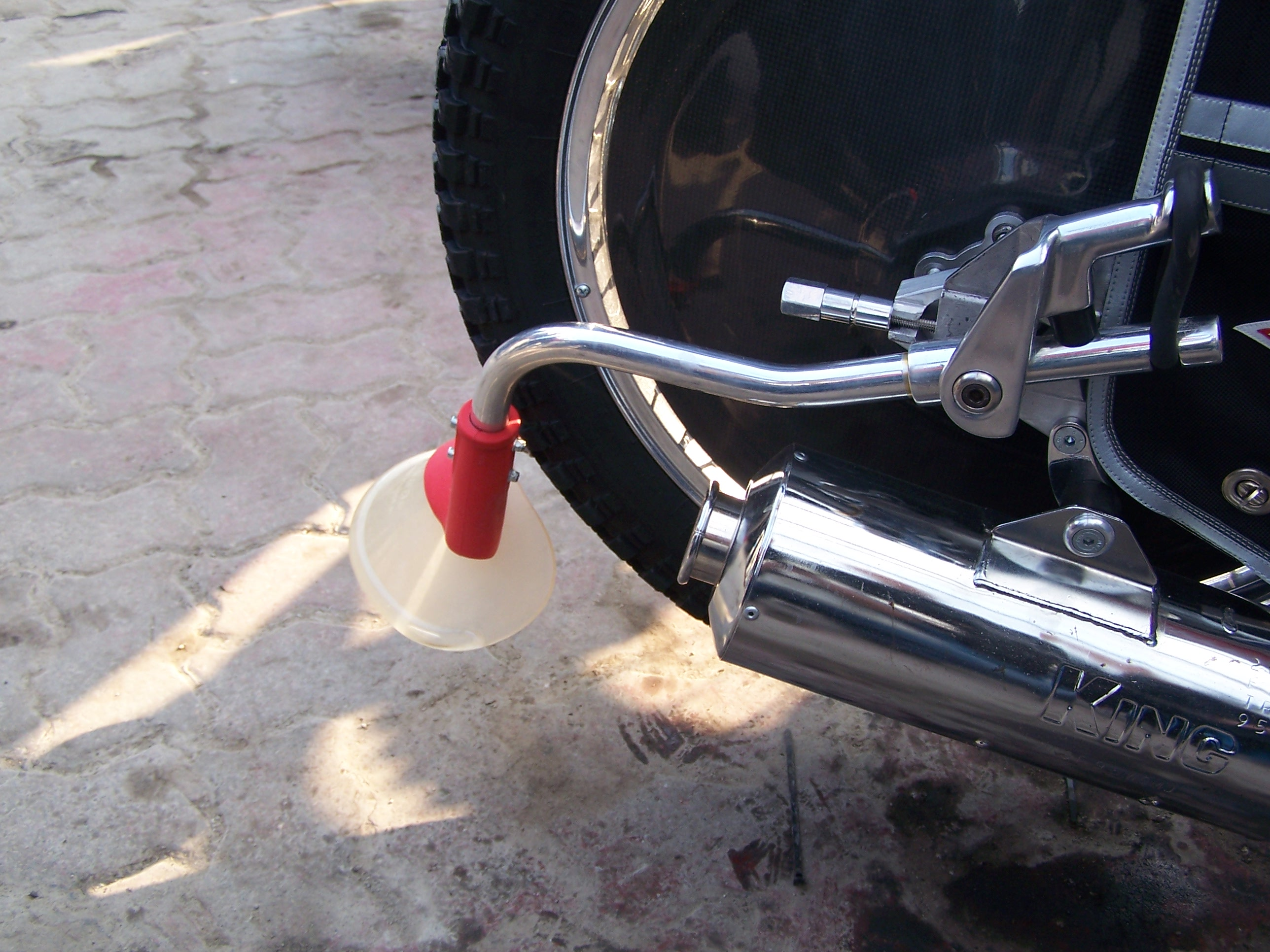
Vista del deflector de terra

## Les curses
Les curses (conegudes com a heats, eliminatòries) consten de quatre pilots (dos per cada equip) i són a més de quatre voltes. Els corredors porten cascs de diferents colors: Tradicionalment els pilots de l'equip de casa els duen de color vermell i blau, i els d'equips visitants els duen de color verd i groc. Els pilots han de ser capaços de conduir les seves motos a la línia de sortida, sense cap ajuda exterior i sense empènyer-les, i després s'hi han de situar en paral·lel. La zona de sortida es divideix en una graella de quatre parts iguals i els pilots de cada equip han d'ocupar el seu lloc a les reixes alternes o "portes".
Si un pilot no és a la línia de sortida en un termini de temps raonable pot ser desqualificat, encara que a les curses de lliga al Regne Unit, en aquest cas es permet als equips triar entre que el pilot desqualificat surti de 15 metres enrere o bé substituir-lo per un de reserva. Aquest període és normalment de dos minuts, el determina l'àrbitre de la reunió i en general s'indica mitjançant una campana, un llum carabassa intermitent o un rellotge digital. Tots els corredors han d'estar a punt rere les cintes abans que acabi aquest termini.
El temps addicional entre curses, si l'àrbitre ho considera oportú, es pot destinar a fer que un pilot que en corri dues de seguides es prepari per a la següent.
Una "porta" de sortida està formada per dues o més cintes a la línia de sortida. El corredors ha de situar-s'hi com a màxim a 10 centímetres (3,9 polzades) i no la poden tocar en cap moment. També han de romandre immòbils fins que s'aixequin les cintes. Si un pilot incompleix aquestes normes incorre en infraccions de cinta i pot resultar en una sortida en fals (que queda gravada en vídeo) i el pilot desqualificat (excepte al Regne Unit, on hi ha l'opció de sortir 15 metres enrere o canviar el pilot). La cursa s'inicia amb l'elevació de la cinta, gràcies al mecanisme operat per l'àrbitre de la cursa, i els pilots hauran de córrer al voltant de la pista en sentit contrari a les busques del rellotge, sense que cap de les dues rodes surti del límits de les pistes.
Un cop la cursa en marxa, cap pilot no pot rebre ajuda externa, incloent-hi empentes per a engegar la moto. Històricament s'havia permès la figura de l'”empenyedor” al començament de la cursa, que ajudava el pilot a engegar. Hi havia una línia blanca a la marca de 30 metres per designar la distància màxima d'empenta permesa, però a causa de problemes de seguretat l'assistència ara és il·legal.
De tant en tant les curses consten de sis corredors, però això és estrany, ja que la majoria de pistes són massa estretes per donar cabuda als pilots addicionals de manera segura.

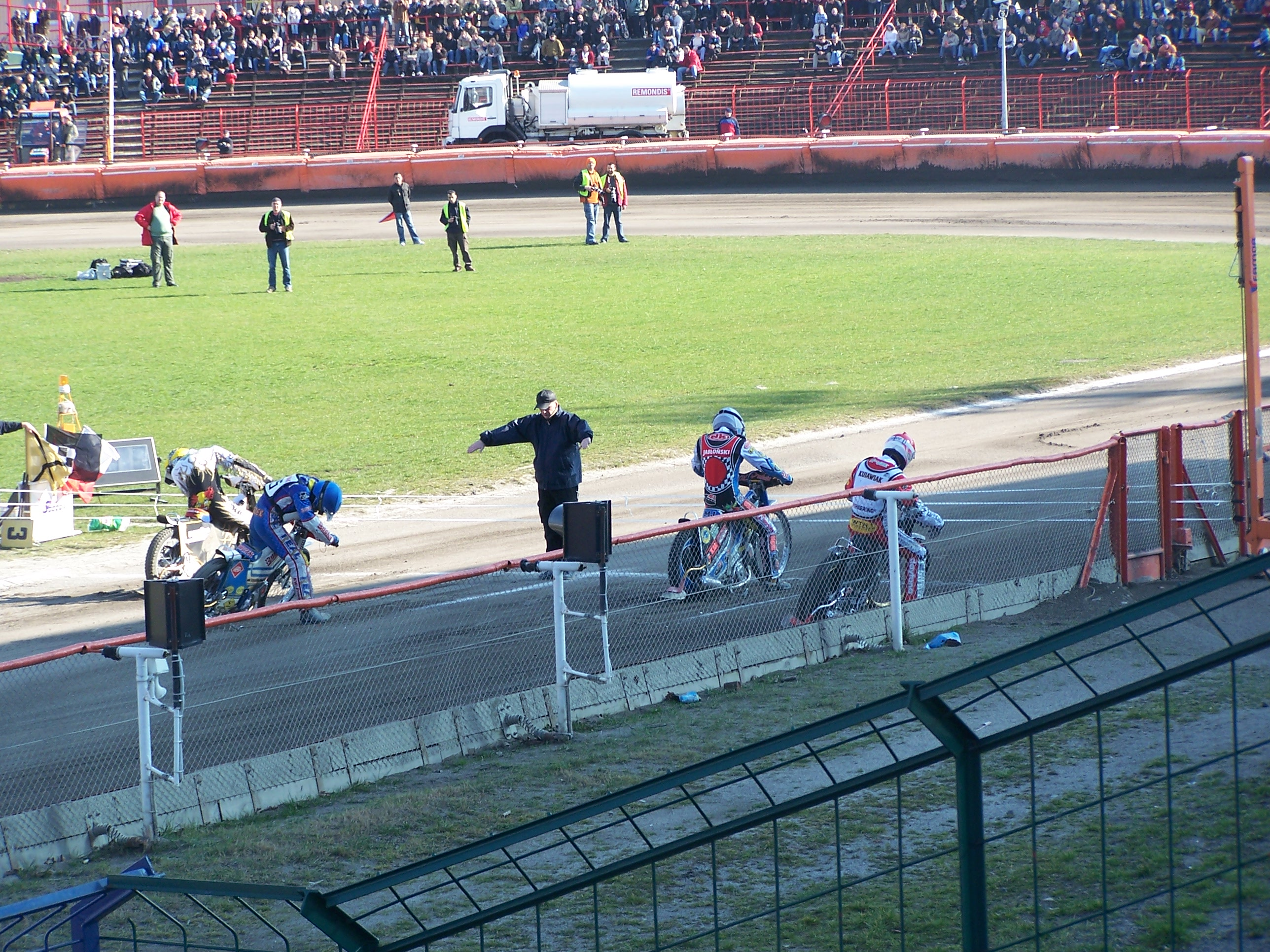
Pilots preparant-se a la sortida
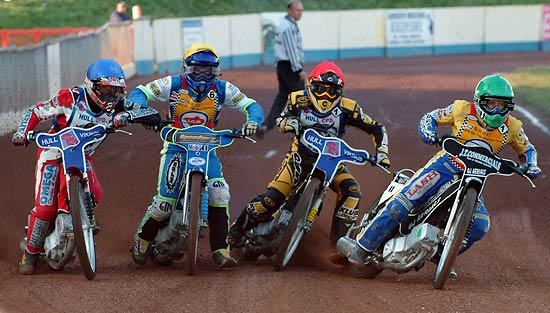
Sortida d'una cursa: El primer revolt

### Puntuació
L'Speedway aplica una escala mòbil de puntuació, coneguda com a mètode 3-2-1-0: Tres punts per al guanyador, dos punts per al segon lloc i un punt per al tercer. Un pilot no puntua si acaba en quart lloc, si no acaba o si és expulsat. Aquests punts s'acumulen durant la competició, ja sigui en classificacions individuals o per equips.
En cas d'empat, la cursa s'adjudica normalment en empat. Si es tracta d'un empat al primer lloc, tots dos pilots rebran dos punts. Un empat al segon lloc atorga un punt a cada pilot mentre que un empat en la darrera posició atorga zero punts a tots dos pilots.
| Puntuació per a curses amb 4 pilots |       |
| Posició                             | Punts |
| 1r                                  | 3     |
| 2n                                  | 2     |
| 3r                                  | 1     |
| 4t                                  | 0     |

### Càlcul del CMA
Cada pilot té un CMA (Calculated Match Averages, Mitjana per competició) que es calcula a partir de la següent fórmula:
La CMA va de 3,00 a 12,00, i un pilot que superi per dalt o per baix aquests dos valors serà valorat com el millor. Aquestes mitjanes es fan servir en lligues com la Elite britànica per tal d'identificar els millors pilots a l'hora d'admetre participants per a una cursa.
Al començament de la temporada, un pilot conserva el seu últim registre de CMA fins que ha competit en sis cures a casa i sis a fora. Aleshores s'emet un nou CMA, que entrarà en vigor set dies després. Aquests són posteriorment actualitzats el dia 15 de cada mes a partir de maig, i entrarà en vigor el primer dia del mes següent.
Aquests CMA s'utilitzen en la majoria de les lligues professionals i poden ser alterats de manera ponderada en funció de la lliga on el pilot va guanyar el seu CMA. Un pilot que no té cap CMA registrat en rebrà un d'indicatiu per a l'inici de la temporada segons la seva experiència prèvia en Speedway.

## Competició

### Campionats internacionals
|            | Món (FIM - Fédération Internationale de Motocyclisme) | Món (FIM - Fédération Internationale de Motocyclisme) | Europa (UEM - Union Européenne de Motocyclisme) | Europa (UEM - Union Européenne de Motocyclisme) |
| Sèniors    | Júniors                                               | Sèniors                                               | Júniors                                         |                                                 |
| ---------- | ----------------------------------------------------- | ----------------------------------------------------- | ----------------------------------------------- | ----------------------------------------------- |
| Individual | World Individual (1936-1994) Grand Prix (des de 1995) | World Individual U-21 (des de 1977)                   | European Individual (des del 2001)              | European Individual U-19 (des de 1998)          |
| Parelles   | World Pairs (1970-1993)                               | --                                                    | European Pairs (des del 2004)                   | --                                              |
| Equips     | World Team (1960-2000) World Cup (des del 2001)       | U-21 World Cup (des del 2005)                         | --                                              | European Team U-19 (des del 2008)               |

Els Campionats internacionals de Speedway individual han tingut diverses formes des dels seus inicis als anys 30. L'actual campionat de la FIM Speedway Grand Prix (SGP) se celebra des de 1995. L'SGP utilitza un sistema de classificació basat en la posició final de cadascun dels pilots: El pilot que ha guanyat més punts al final del torneig és declarat Campió del Món. El danès Nick Pedersen és l'actual campió del món, per tercera vegada (la primera el 2003 i la segona el 2007).
El sistema de puntuació a les reunions de Grand Prix va canviar el 2005, fent servir el mètode 3-2-1-0 a les curses i acumulant aquests punts per decidir el guanyador de cada Gran Premi. Al final de la sèrie el que major puntuació obté es converteix en el Campió del Món.
Campions del Món destacats són Ivan Mauger (sis vegades campió del món), Ole Olsen (tres vegades), Ove Fundin (cinc vegades), Lionel Van Praag (primer campió del món el 1936), Hans Nielsen (anomenat "El professor ", quatre vegades Campió del Món), Tony Rickardsson (sis vegades), Erik Gundersen i Jason Crump, tots dos tres vegades campions del món.
La Speedway World Cup (Copa del Món de Speedway) també se celebra cada any, amb equips dels països amb més tradició, en general en una sèrie de reunions durant una setmana a l'estiu. El campió actual és Dinamarca (2008).
El Speedway World Pairs Championship (Campionat del Món per parelles de Speedway) va ser un torneig anual de Speedway que se celebrava cada any en un país diferent. Cada estat triava els seus dos pilots perquè el representessin. La primera edició es va celebrar el 1970 i la darrera el 1993. Des de 1994 es va fusionar amb la Copa del Món per Equips.

### Campionats estatals

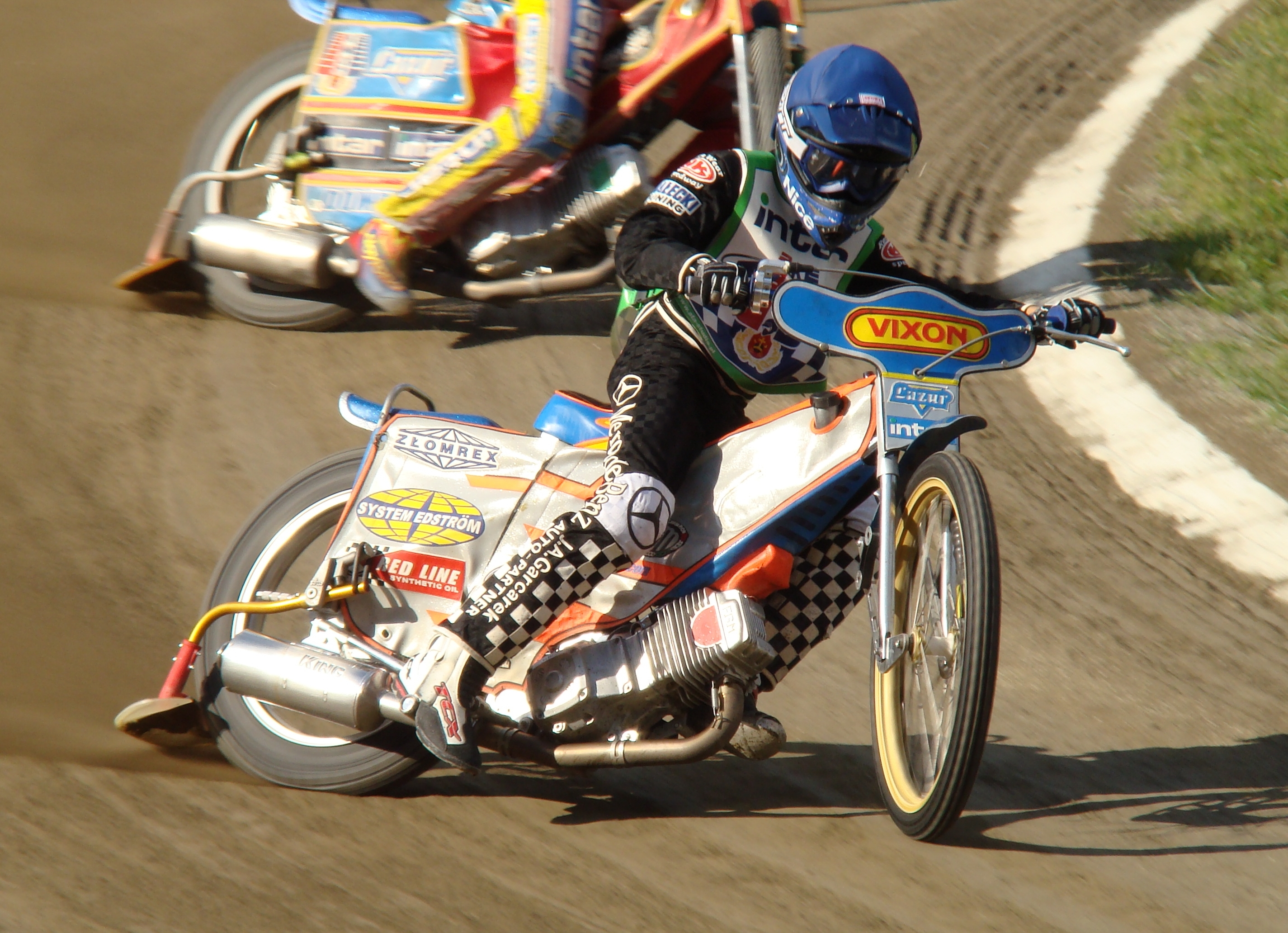
El polonès Łukasz Sówka el 2009

La majoria dels països europeus tenen les seves pròpies lligues nacionals de Speedway, complementades sovint amb una o diverses competicions de copa. Els estats on l'Speedway és més important a Europa són el Regne Unit, Suècia, Polònia i Dinamarca. En aquests, la temporada de curses va de març a octubre.
En menor escala, les reunions se celebren també a l'Argentina, Austràlia, República Txeca, Itàlia (on és molt popular al nord, sobretot al Friül i el Vèneto), Rússia, Eslovènia i els EUA.
A Alemanya l'Speedway no té tanta anomenada com el Long Track, molt popular allà, però malgrat això el país acull el Gran Premi de Speedway d'Alemanya i ha tingut un campió del món, Egon Müller, el 1983.
En alguns països el pilots estrella estan molt ben pagats. En d'altres els corredors ho són a temps parcial amb una segona feina, o simples afeccionats.